# Operación Martillo
La Operación Martillo (en inglés: Operation Hammer) fue una operación de la OTAN liderada por Gran Bretaña en el sur de la provincia de Helmand, en Afganistán. 
Durante la parte inicial de la operación, ISAF y las Fuerzas Nacionales de Seguridad Afgana avanzaron para asegurar un puente estratégico cruzando sobre el canal de Nahr-e-Seraj y después 26 ingenieros del Regimiento de Ingenieros establecieron una unión con la base de operaciones.